# 小幡さつき
小幡 さつき（おばた さつき、1977年（昭和52年）5月24日 - ）は、日本の女子体操競技選手である。

## 経歴・人物
1977年、滋賀県生まれ。

戸田高校・戸田市スポーツセンター・日本体育大学などに所属した女子体操競技選手である。
1994年アジア競技大会（第12回広島大会）、

1996年アトランタオリンピックほかに出場した。

## 主な成績
- 1992年 第46回全日本体操競技選手権大会 - 女子種目別平均台 優勝[4]
- 1994年 アジア競技大会（第12回広島大会） - 体操女子団体 2位[3][5]
- 1996年 アトランタオリンピック - 体操女子団体 12位[2][6]